# Budiwelnyk Kijów (piłka nożna)
Budiwelnyk Kijów (ukr. ФК «Будівельник» Київ) – ukraiński klub piłkarski z siedzibą w stolicy kraju, mieście Kijów, działający w latach 1926–1991.

## Historia
Chronologia nazw:
- 1926: Budiwelnyky Kijów (ukr. «Будівельники» Київ, ros. «Строители» Киев)
- 1936: Budiwelnyk Kijów (ukr. «Будівельник» Київ, ros. «Строитель» Киев)
- 1991: klub rozwiązano

Drużyna piłkarska Budiwelnyky została założona w Kijowie w 1926 roku i w tym że roku debiutowała w mistrzostwach Kijowskiej Ligi Piłki Nożnej. Klub reprezentował związki zawodowe budowniczych przemysłu ciężkiego. W 1935 po raz ostatni startował w mistrzostwach Kijowa. W 1936 roku związki zawodowe zostały reorganizowane, wskutek czego klub przyjął nazwę Budiwelnyk.
Po rozpadzie ZSRR klub został rozwiązany.

## Sukcesy
- wicemistrz Kijowa (1): 1934 (w).